# Kim Kirchen
Kim Kirchen (Lussemburgo, 3 luglio 1978) è un ex ciclista su strada lussemburghese, professionista dal 2001 al 2010. In carriera ha vinto due tappe al Tour de France, un Tour de Pologne e una Freccia Vallone.

## Carriera
Nella categoria dilettanti Kirchen vince diverse gare tra cui la Flèche du Sud, il titolo nazionale Open e, nel 2000, Trofeo Banca Popolare di Vicenza, importante gara di categoria. Passa al professionismo a inizio 2001 con la Fassa Bortolo di Giancarlo Ferretti: con la maglia della formazione trevigiana vince il Giro dei Paesi Bassi 2002, la Parigi-Bruxelles 2003 e, nel 2005, il Trofeo Laigueglia e una tappa e la classifica finale del Tour de Pologne, gara valida per il calendario ProTour. Nel 2004 è nuovamente campione nazionale in linea: si ripeterà nel 2006, aggiudicandosi anche il titolo a cronometro nel 2008 e nel 2009.
Nel 2006 si trasferisce alla tedesca T-Mobile, nota come Team High Road/Columbia a partire dal 2008. Nel 2007 conclude secondo sia alla Tirreno-Adriatico che al Tour de Suisse, terzo al Tour de Pologne e settimo al Tour de France, corsa in cui, dopo la squalifica di Aleksandr Vinokurov, gli viene attribuito il successo nella frazione con arrivo a Loudenvielle-Le Louron. Nella prima parte del 2008 conquista due tappe alla Vuelta al País Vasco, la Freccia Vallone, una delle classiche delle Ardenne, e una frazione al Tour de Suisse. Conclude quindi ancora al settimo posto il Tour de France, vestendo la maglia gialla per quattro giorni; a seguito della squalifica di Stefan Schumacher gli verrà attribuita anche la vittoria della cronometro di Cholet di quel Tour. L'anno dopo si aggiudica un'altra tappa al Tour de Suisse.
Nel 2010 viene ingaggiato dal team russo Katusha. Nella notte tra il 18 e il 19 giugno 2010, dopo la settima tappa del Tour de Suisse, viene ricoverato all'ospedale di Zurigo per un collasso dovuto a problemi respiratori e mantenuto in coma farmacologico per quattro giorni. A fine 2010, in scadenza di contratto con il team Katusha, decide di chiudere la carriera agonistica.

## Palmarès
- 1998 (Dilettanti)

Grand Prix Ostfenster
- 1999 (Dilettanti)

1ª tappa Flèche du Sud
3ª tappa Flèche du Sud
Classifica generale Flèche du Sud
Grand Prix Ostfenster
Grand Prix François Faber
Campionati lussemburghesi, Prova in linea
- 2000 (Dilettanti)

Trofeo Banca Popolare di Vicenza
3ª tappa Okolo Slovenska
- 2001

3ª tappa Tour de Luxembourg (Dudelange > Lussemburgo)
- 2002

Berner Rundfahrt
Classifica generale Ronde van Nederland
- 2003

Parigi-Bruxelles
- 2004

Campionati lussemburghesi, Prova in linea
5ª tappa Tour de Luxembourg (Wiltz > Diekirch)
- 2005

Trofeo Laigueglia
Gran Premio di Chiasso
4ª tappa Settimana Internazionale di Coppi e Bartali (Fiorano Modenese > Serramazzoni)
7ª tappa Tour de Pologne (Jelenia Góra > Karpacz)
Classifica generale Tour de Pologne
- 2006

Prologo Tour de Luxembourg (Lussemburgo, cronometro)
Campionati lussemburghesi, Prova in linea
- 2007

15ª tappa Tour de France (Foix > Loudenvielle-Le Louron)
- 2008

Freccia Vallone
2ª tappa Vuelta al País Vasco (Legazpi > Erandio)
4ª tappa Vuelta al País Vasco (Viana > Vitoria Gasteiz)
6ª tappa Tour de Suisse (Quinto > Verbier)
4ª tappa Tour de France (Cholet > Cholet)
Campionati lussemburghesi, Prova a cronometro
- 2009

Campionati lussemburghesi, Prova a cronometro
7ª tappa Tour de Suisse (Bad Zurzach > Vallorbe)

### Altri successi
- 2005

Classifica punti Tour de Pologne

## Piazzamenti

### Grandi Giri
- Giro d'Italia

2003: 29º
- Tour de France

2004: 63º
2005: ritirato (11ª tappa)
2007: 7º
2008: 7º
2009: 57º
- Vuelta a España

2009: non partito (6ª tappa)

### Competizioni mondiali
- Campionati del mondo

Valkenburg 1998 - In linea Under-23: ritirato
Verona 1999 - In linea Under-23: 4º
Plouay 2000 - In linea Under-23: 4º
Zolder 2002 - In linea Elite: 160º
Hamilton 2003 - In linea Elite: 29º
Madrid 2005 - In linea Elite: 122º
Stoccarda 2007 - In linea Elite: ritirato
Mendrisio 2009 - In linea Elite: 45º
- Giochi olimpici

Atene 2004 - In linea: 6º
Pechino 2008 - In linea: 45º
Pechino 2008 - Cronometro: 23º

## Riconoscimenti
- Sportivo lussemburghese dell'anno nel 2000, 2003, 2004, 2005, 2007 e 2008